# رولینگ استونز
رولینگ استونز (به انگلیسی: The Rolling Stones) یک گروه راک انگلیسی است که در سال ۱۹۶۲ تشکیل شد و هم‌زمان با جریان نخستین تاخت و تاز انگلیس  در در آمریکا نیز مشهور شد. این گروه به بخش جدایی ناپذیری از ضد فرهنگ دهه ۶۰ میلادی تبدیل شده بود. ویژگی مهم رولینگ‌استونز، تبدیل بلوز به یک بخش بزرگ در راک اند رول و تغییر توجه بین‌المللی فرهنگ بلوز به سوی بلوز شناخته‌شده توسط جان لی هوکر و هنرمندان چس رکوردز مانند مادی واترز، نویسنده آهنگ Rollin' Stone، بود که بعدها نام گروه نیز از این تک‌آهنگ گرفته شد. منتقد موسیقی آمریکایی، رابرت پالمر، دربارهٔ این گروه گفته‌است که «استقامت قابل‌توجه» این گروه سرچشمه گرفته از «ریشه‌دار بودن در واقعیات سنتی، موسیقی سول و ریتم و بلوز» است در حالی که «انواع مد پاپ بی‌دوام آمده و رفته‌است».
اولین ترکیب گروه شامل برایان جونز به عنوان نوازنده گیتار و هارمونیکا، ایان استورات به عنوان پیانیست، میک جگر به عنوان خواننده اصلی و نوازنده هارمونیکا، کیث ریچاردز به عنوان نوازنده گیتار و هم‌خوان، بیل وایمن به عنوان نوازنده بیس و چارلی واتز به عنوان درامر بود. جونز حدود یک ماه قبل از مرگش در سال ۱۹۶۹ گروه را ترک گفت و میک تیلور به عنوان جانشین وی در گروه قرار گرفت که او نیز در سال ۱۹۷۵ با رانی وود تعویض شد. از زمان خروج وایمن در سال ۱۹۹۳، نوازنده بیس داریل جونز، به عنوان همکار تا عضو اصلی، با گروه همکاری داشته‌است.
استونز در دوران طلایی خودشان در میانه دهه شصت، سمبلی از سرکشی جوانی بودند و همچنین به عنوان گروه «ضد بیتلز» به تصویر کشیده می‌شدند. در طول این مدت آن‌ها یک رشته از تک‌آهنگ‌های برتر را به ثمر رساندند و در صدر بسیاری از چارت‌های بین‌المللی به ویژه در انگلستان و آمریکا قرار گرفتند. آن‌ها واکنش‌های بسیار زیادی را در پی انتشار آلبوم درخواست شیطانی شاهنشاهان آن‌ها در سال ۱۹۶۷ دریافت کردند. این آلبوم در اصل عکس‌العملی به آلبوم گروه بیتلز، گروه کلوپ بی‌کسان گروهبان فلفل بود. در اواخر دهه ۱۹۶۰ و اوایل ۱۹۷۰، گروه آلبوم‌های استودیویی ضیافت گدایان (۱۹۶۸)، بگذار خون‌ریزی کند (۱۹۶۹)، انگشتان چسبناک (۱۹۷۱) و تبعید در خیابان اصلی (۱۹۷۲) را منتشر کرد. از سلسله زمانی این ۴ آلبوم به عنوان عصر طلایی گروه و به‌طور کلی بهترین کارهای آنان یاد می‌شود. بعد از یک دوره نقد در اواسط دهه هفتاد میلادی، آن‌ها بخت و اقبال تجاری و محبوبیتشان را با آلبوم بعضی دخترها که پرفروش‌ترین آلبوم استودیویی‌شان نیز هست، در ۱۹۷۸ دوباره بدست آوردند. از این زمان و از میان پروژه‌های سایشی و انفرادی، آن‌ها آثار با متریال کمتری را منتشر کرده‌اند اما همچنان از لحاظ تبلیغاتی محبوب باقی مانده‌اند و به برگزاری تورهای جهانی بسیار موفق ادامه داده‌اند.
رولینگ استونز در سال ۱۹۸۹ وارد تالار مشاهیر راک اند رول و در سال ۲۰۰۴ وارد تالار مشاهیر موسیقی بریتانیا شدند. مجله رولینگ استون، رتبه چهارم را از میان «صد هنرمند برتر تاریخ» به این گروه داده‌است. همچین برآورد فروش آلبوم‌های این گروه بالای ۲۵۰ میلیون نسخه است. آن‌ها ۲۹ آلبوم استودیویی، ۱۸ آلبوم زنده و آثار تلفیقی متعددی را منتشر کرده‌اند. آلبوم انگشتان چسبناک (۱۹۷۱)، اولین آلبوم از ۸ آلبوم متوالی گروه بود که در آمریکا منتشر شد. بگذار خون‌ریزی کند (۱۹۶۹)، نیز اولین آلبوم از ۵ آلبوم متوالی استودیویی و زنده در بریتانیا است. در سال ۲۰۰۸، استونز رتبه دهم را در لیست صد هنرمند برتر تمام دوران‌های بیلبورد بدست آورد. در سال ۲۰۱۲، گروه پنجاهمین سالگردش را با انتشار آلبوم GRRR! که در واقع برترین آهنگ‌های گروه به همراه دو آهنگ جدید، شامل آهنگ قرار گرفته در صدر جدول‌ها، عذاب و دلتنگی، بود را در سال ۲۰۱۳ جشن گرفتند و به همراه آرکتیک مانکیز و مامفرد اند سانز، در صدر توجه فستیوال گلاستونبری قرار گرفتند.

## تاریخچه

### تاریخچه اولیه
کیث ریچاردز و میک جگر در دارتفورد، کنت دوستان دوران کودکی و همکلاسی بودند تا زمانی که جگر به ویلمینگتون نقل مکان کرد. جگر به همراه دیک تیلور یک گروه گاراژ راک را تأسیس کرد که عموماً آهنگ‌های مادی واترز، چاک بری، لیتل ریچارد، هولین ولف و بو دیدلی را اجرا می‌کردند. جگر در سال ۱۹۶۰ دوباره با کیث ریچاردز در ایستگاه راه‌آهن دارتفورد دیدار کرد. قطعات ضبط شده چاک بری و مادی واترز که در دستان جگر بود، باعث پیدایش یک علاقه دو طرفه و برانگیختن همکاری این دو در موسیقی شد. ریچاردز به جلسات مکرر جگر و تیلور در خانه جگر ملحق شد که بعدها این ملاقات‌ها در اواخر ۱۹۶۱ در خانه تیلور انجام می‌شد. جایی که این سه نفر به آلن اثرینگتون و باب بکویث ملحق شدند و نام پسران آبی را برای خود برگزیدند.
در مارس ۱۹۶۲، پسران آبی در مورد کلوب جاز ایلینگ در روزنامه جاز نیوز خواندند و در ۷ آوریل ۱۹۶۲ از آن مکان دیدار کردند. اعضای گروه در آن‌جا با برایان جونز آشنا شدند. او در حال نواختن اسلاید گیتار به همراه گروه اصلی ریتم اند بلوز لندنی الکسیس کرنر، Blues Incorporated، گروهی که اعضای آینده رولینگ استونز، ایان استوارت و چارلی واتز عضو آن بودند. قبل از دیدار از کلاب، پسران آبی یک نواز از بهترین ضبط‌هایشان را برای الکسیس کرنر فرستاده بودند که کرنر را تحت تأثیر قرار داده بود. بعد از ملاقاتشان با کرنر، جگر و ریچاردز شروع به کار با Blues Incorporated کردند.
بعدها برایان جونز تصمیم گرفت که گروه موسیقی خودش را تشکیل دهد. او یک تبلیغ در جاز نیوز منتشر کرد. ایان استوارت یک فرصت تمرین پیدا کرد و به جونز ملحق شد و این دو یک گروه ریتم اند بلوز با سبک شیکاگو بلوز را تشکیل دادند. بعد از مدت کوتاهی، جگر، تیلور و ریچاردز Blues Incorporated را ترک گفتند تا به جونز و استوارت در تقلایشان بپیوندند. همچنین در اولین تمرین جف برادفورد، گیتاریست، و برایان نایت، وکالیست، نیز حضور داشتند که هر دو از عضویت در گروه به علت اعتراضشان به نواختن آهنگ‌های چاک بری و بو دیدلی که توسط جگر و ریچاردز ترجیح داده شده بود، خودداری کردند. در ژوئن ۱۹۶۲، اعضای گروه شامل جگر، جونز، ریچاردز، استورات، تیلور و درامر تونی چپمن می‌شد. بر اساس گفته‌های ریچاردز، جونز نام گروه را در طی یک تماس تلفنی با جاز نیوز انتخاب کرده بود. هنگامی که از او درباره نام گروه پرسیده شد، جونز یک آلبوم مادی واترز را که بر روی زمین افتاده بود و یکی از قطعات آن Rollin' Stone نام داشت را دیده بود.